# Frida Södermark
Frida Södermark, född 5 augusti 1978, är en svensk ultralöpare bosatt i Norrköping. Hon blev 2015 europamästare i 100 km landsväg lag tillsammans med Kajsa Berg och Stina Svensson.
Södermark sprang sin första mil 2007 då hon började träna för GoIF Tjalve. 2011 vann Frida Leipzig Marathon på tiden 2:51:32 h och året därpå 2012 provade hon på ultralöpning för första gången. Hon blev svensk mästare på 100 km när hon vann Laplands Ultra.
Frida Södermark är med i landslaget KUL (Svenska Friidrottsförbundets kommitté för Ultradistanslöpning)

## Meriter

### 2011
Leipzig Marathon (17 april Leipzig, Tyskland) - 1:a placering med tiden 2:51:33

### 2012
SM 100 km (30 juni Adak)- 1:a placering med tiden 8.21.02

### 2013
SM 100 km (24 augusti Stockholm) - 2:a placering med tiden 8:08:45

### 2014
SM 100 km (26 april, Uddevalla) - 1:a placering med tiden 8:26:22
Comrades Marathon 90 km (1 juni, Durban, Sydafrika) - 8:e placering med tiden 6:57:33
VM 100 km (21 november, Doha, Qatar) - 20:e placering med tiden 8:25:22

### 2015
SM 100 km (8 augusti Stockholm) - 2:a placering med tiden 8:15:39
IAU VM och EM 100 km (12 september Winschoten Nederländerna), samma lopp för alla tävlingarna, tid 07:52:05:
- 12:e placering individuellt i VM[20][19]
- 2:a placering lag i VM[1]
- 9:e placering individuellt i EM[21]
- 1:a placering lag i EM[1]

### 2016
Comrades Marathon 90 km (29 maj Durban, Sydafrika) - 16:e placering med tiden 7:14:15
SM 100 km (13 juli Norrköping) - 1:a placering med tiden 8:03:26

## Personliga rekord
- 5 000 meter – 18:47,06 (Linköping 14 maj 2016)[11]
- 10 000 meter – 38:36[24]
- 10 km landsväg – 40:08 (Berlin, Tyskland 14 maj 2011)[25]
- Halvmaraton – 1:20:52 (Berlin, Tyskland 2 april 2018)[11][25]
- Maraton – 2:51:32[24]
- Maraton – 2:51:33 (Leipzig, Tyskland 17 april 2011)[11][25]
- Maraton – 2:54:49 (New York, New York USA 7 november 2010)[26]
- 100 km landsväg – 7:52:05 (Winschoten, Nederländerna 12 september 2015)[26][24]
- 100 km landsväg – 8:25:22 (Doha, Qatar 21 november 2014)[11]
- 12-timmarslöpning – 125,6 km[24]
- 24-timmarslöpning – 214,2 km[24]